# Machtsfunctie
Een machtsfunctie of machtsverband (Engels: power law) is een functie van de vorm
{\displaystyle y=Cx^{\lambda }}.
De variabele y is dus recht evenredig met een macht van x.
Door van beide leden van de relatie de logaritme te nemen, ontstaat:
{\displaystyle \log(y)=\log(C)+\lambda \log(x)},
zodat het verband tussen log(x) en log(y) lineair is en de dubbellogaritmische weergave van het verband tussen x en y een rechte lijn vertoont.
Bij real-world complexe netwerken, zoals het internet, vindt men vaak machtsverbanden. Ook in het dagelijkse leven komen machtsfuncties als verdeling vaak voor, zoals bij de grootte van steden, aardbevingen, protuberansen, maankraters, oorlogen, vermogens van mensen enz.
Random netwerken met een machtsverband als verdeling kunnen opgesteld worden met groeimodellen volgens het de rijkste wordt rijker principe, zoals het model van Albert-László Barabási. Een dergelijk model volstaat echter niet als verklaring voor het bestaan van deze verdelingen in de praktijk.